# 甘河净乡
甘河净乡，是中华人民共和国河北省保定市易县下辖的一个乡镇级行政单位。

## 行政区划
甘河净乡下辖以下地区：
甘河净村、旺家台村、李家台村、南大平地村和栾木厂村。